# Ácido ortossilícico
Ácido Ortossilícico é um composto químico com fórmula 
Si(OH)4 que está presente quando a sílica (o dióxido de silício de fórmula 
SiO2) ocorre dissolvida em água em níveis de concentração próximos de 1-2 mili-molar (mmol L−1). Foi sintetizado usando soluções não aquosas. A designação ácido silícico é ambígua, pois além do tradicional uso como sinónimo de sílica, SiO2, pode ser usado para designar o composto Si(OH)4 e várias das suas variantes (os ácidos cíclico trissilícico, Si3O3(OH)6, cíclico tetrassilícico, Si4O4(OH)8, e pirossilícico 
(HO)3Si-O-
Si(OH)3).

## Descrição
A designação ácido silícico foi tradicionalmente usada como sinónimo de sílica, SiO2. Em termos estritos, a sílica é o anidrido do ácido ortossilícico, Si(OH)4. 
Si(OH)4  SiO2↓ + 2H2O
A solubilidade do dióxido de silício na água está fortemente dependente da sua estrutura cristalina. A solubilidade da sílica amorfa à pressão de vapor de soluções entre 0 to 250 C é dada pela equação:
log C = -731/T + 4.52
onde C é a concentração de sílica em mg kg−1 e T é a temperatura absoluta em kelvin (K). Da aplicação da equação resulta uma solubilidade máxima de 2 mmol L−1 à temperatura ambiente. Tentativas de produzir soluções mais concentradas resultam na formação de sílica-gel. Como a concentração de ácido ortossílico na água é muito baixa, os compostos presentes na solução ainda não foram totalmente caracterizados. Contudo, Linus Pauling previu que o ácido silícico seria um ácido muito fraco.
Si(OH)4  Si(OH)3O− + H+
A situação alterou-se em 2017, quando o monómero do ácido ortossilícico foi obtido por hidrogenólise de tetra-cis(benzoil-oxi)silano, (Si(OCH2C6H5)4, em solução em dimetilacetamida ou solventes similares. A estrutura cristalina deste composto foi determinada por cristalografia de raios X. A difracção de neutrões também foi usada para determinar a localização dos átomos de hidrogénio. O
ácido di-silícico (fórmula 
(HO)3Si-O-
Si(OH)3) foi sintetizado por hidrogenação do seu derivado hexa-benzoílo, R3-SiOSi-R3, R=CH3C6H4O. O ácido cíclico trissilícico, Si3O3(OH)6, e o ácido cíclico tetrassilícico, Si4O4(OH)8, foram também sintetizados recorrendo a variantes deste método.
Com estas novas descobertas, a designação ácido silícico ficou ambígua pois além do tradicional usa como sinónimo de sílica, SiO2, agora pode ser usada para designar o composto Si(OH)4. O uso tradicional é retido neste artigo para citações das publicações que o utilizam.
O derivado Si(OH)3F foi caracterizado em soluções aquosas contendo ácido silícico e o ião fluoreto:
Si(OH)4 + F−  Si(OH)3F + OH−
Um eléctrodo selectivo de iões de fluoreto foi utilizado para determinar a constante de estabilidade.

## Ácido silícico oceânico
A parte superior da coluna de água, junto à superfície do oceano é sub-saturada em relação à sílica dissolvida, excepto ao longo da Corrente Circumpolar Antártica ao sul do paralelo 55° S. A concentração de sílica dissolvida cresce com o aumento da profundidade da água e ao longo da correia transportadora do Atlântico em direcção ao Oceano Índico e daí até ao Oceano Pacífico. As figuras abaixo foram desenhadas usando a base de dados interactiva que se regista dos valores anuais de sílica dissolvida no oceano (DSi):

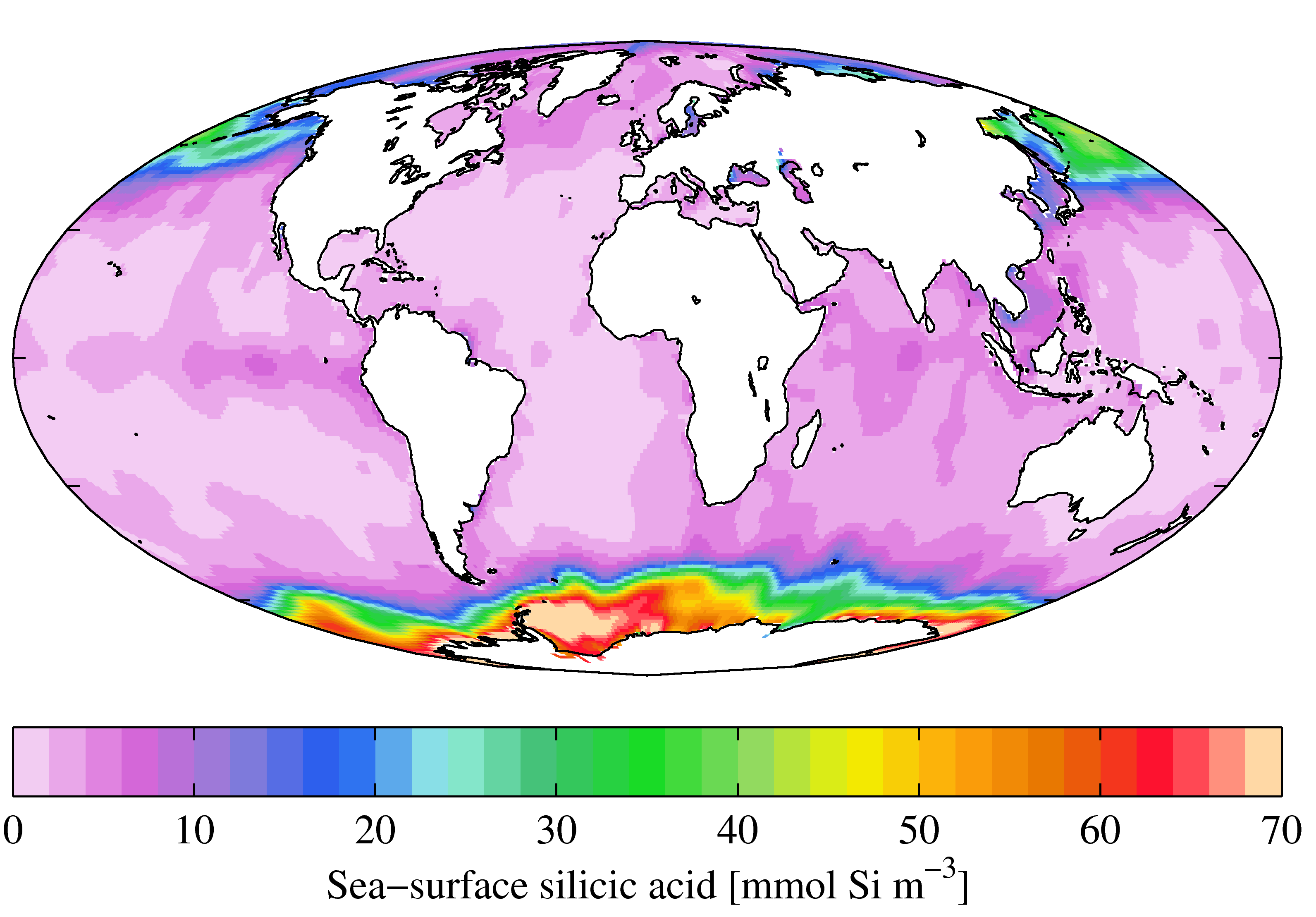
Concentração de sílica dissolvida (DSi) no topo da zona pelágica.
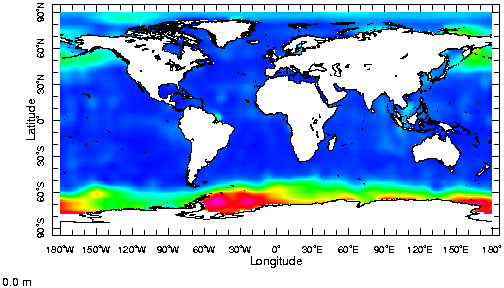
Concentração de sílica dissolvida (DSi) a 10 m de profundidade.
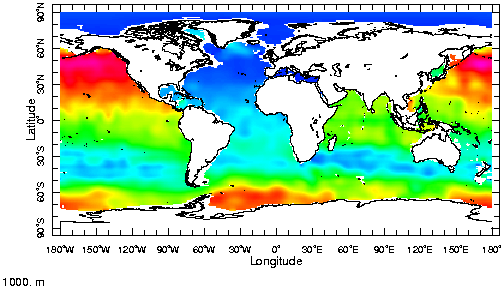
Concentração de sílica dissolvida (DSi) a 1000 m de profundidade.

Os cálculos teóricos indicam que a dissolução da sílica na água começa com a formação de um complexo de fórmula 
SiO2·2
H2O, que é convertido para ácido ortossílico.
O ciclo da sílica é regulado por um grande grupo de microalgas conhecidas por diatomáceas.  Estas algas polimerizam o ácido silícico para formar os compostos designados por sílica biogénica, material que é utilizado para construir a parede celular das suas células, estrutura que se designa por frústula.

## Plantas e animais
Fora do ambiente marinho, os compostos de silício têm pouca função biológica. Pequenas quantidades de sílica são absorvidas do solo por algumas plantas, para serem excretadas na forma de fitólitos, desconhecendo-se outros usos substanciais da sílica na constituição dos seres vivos.
Verificou-se que injecções subcutâneas de soluções de ácido ortossilícico (em torno de 1%) em ratinhos-de-laboratório causavam inflamação local e edema. As injecções de peritoneal de 0,1 mL de ácido recém-preparado eram frequentemente letais. A toxicidade diminuiu acentuadamente à medida que a solução envelhece, a ponto de que após a solução se transformar em gel, não tem outros efeitos além dos mecânicos. As soluções eram igualmente tóxicas quando administradas por injecção intravenosa, mas as soluções envelhecidas ou gelificadas eram tão tóxicas quanto as frescas.
Pesquisas relacionadas à correlação entre o teor em alumínio e a prevalência de doença de Alzheimer incluíram o estudo da capacidade do ácido silícico na cerveja reduzir a captação de alumínio no sistema digestivo, bem como de aumentar a excreção renal de alumínio.
O ácido ortossilicico estabilizado com colina (ch-OSA) é considerado um suplemento dietético. Foi demonstrado que evita a perda de resistência à tracção no cabelo humano; tem um efeito positivo nas propriedades mecânicas e de superfície da pele e na redução da tendência à quebra dos cabelos e unhas; diminuir a síndrome das unhas quebradiças; prevenir parcialmente a perda óssea do fémur em ratos idosos ovariectomizados; aumentar a concentração de colagénio nos músculos região posterior da perna humana (gémeos); e ter um efeito potencialmente benéfico na formação de colagénio nos ossos de mulheres osteopénicas.